# Schmutz

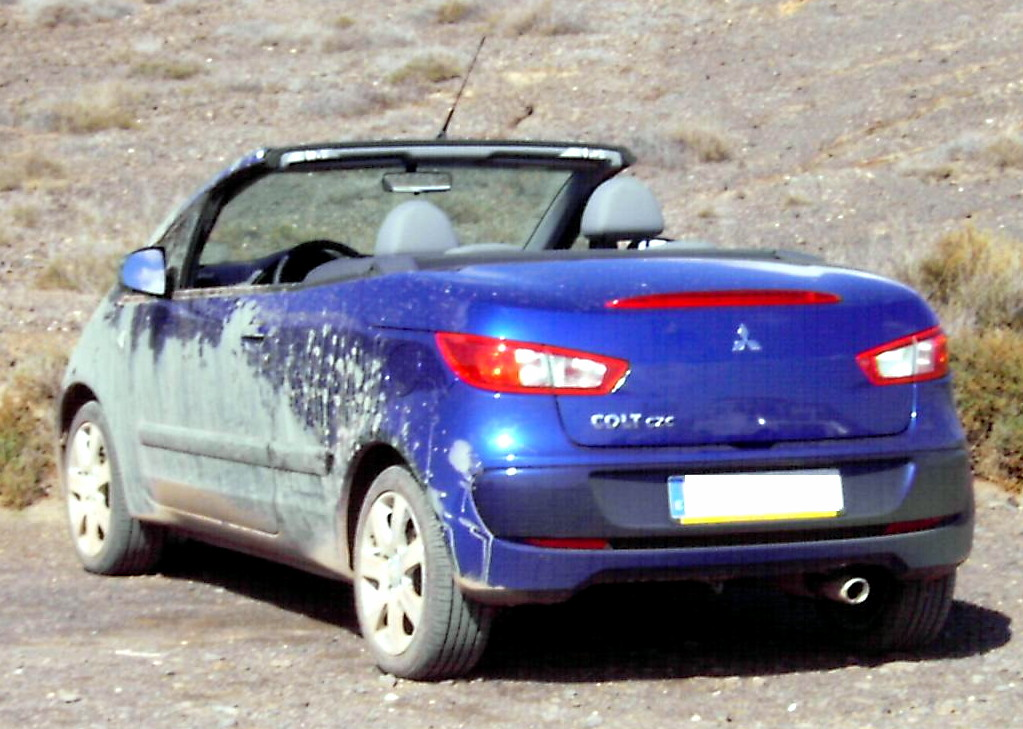
Schmutziger PKW

Schmutz ist Materie an einem Ort, wo sie jemanden oder einen Prozess stört. Das Wort bezeichnet etwas, das Unsauberkeit oder Verunreinigung verursacht. Schmutz und Verschmutzung sind somit in etwa das Gegenteil von Sauberkeit. Solche Definitionen sind nicht objektiv oder eindeutig, sondern abhängig von Kontext, Situation und individueller Wahrnehmung.
Verunreinigung bezeichnet den Schmutz oder den Prozess  der Verschmutzung oder Kontamination von Oberflächen, Objekten, Substanzen oder Räumen mit Substanzen, die im jeweiligen Kontext als Schmutz angesehen werden, die  also als gesundheitlich bedenklich, als ekelerregend, ökologisch bedenklich oder ästhetisch abstoßend wahrgenommen werden, zum Beispiel durch Unrat, Kehricht, oder Dreck. Von Umweltverschmutzung ist meist dann die Rede, wenn durch Verschmutzung die natürliche Umwelt ökologisch oder ästhetisch durch Emissionen oder Müll beeinträchtigt wird.
Die Beseitigung von Schmutz ist das Tätigkeitsfeld der professionellen Stadtreinigung und professioneller Gebäudereinigung, zudem nimmt es eine wichtige Rolle in der Körperpflege und in der Hauswirtschaft (Wäsche, Geschirr etc.) ein.

## Allgemeines
Schmutz ist Material (oft eher in Form kleinteiliger Partikel, Spuren, Verfärbungen), das aus Sicht des Nutzers oder Betrachters an der betreffenden Stelle nicht erwünscht ist, insbesondere Staub sowie klebrige, erdige, schmierige oder fettige Rückstände auf Oberflächen (die ihrerseits wieder Staub binden können). „Schmutz ist Materie am falschen Ort.“
Aber nicht alle unerwünschten oder unvorhergesehenen Rückstände und Substanzen werden als Schmutz wahrgenommen und bezeichnet, so werden beispielsweise Wasser und Schnee in der Regel nicht als Unsauberkeit oder Verunreinigung und somit nicht als Schmutz angesehen. Als Schmutz werden eher Substanzen bezeichnet, die mit Ekel, fehlender Hygiene oder Unordnung assoziiert werden. 
Was Schmutz ist, hängt außerdem stark vom Kontext ab. So wird Erde oder Sand auf einem Teppich in der Regel als Schmutz angesehen, Erde im Blumenbeet oder Sand im Sandkasten oder am Sandstrand aber nicht. 
Als Hort von Mikroorganismen ist seine Entfernung für Hygiene und Werkstofferhaltung von Bedeutung. Feiner Schmutz an Objekten und Oberflächen haftet häufig durch elektrostatische Kräfte, Adhäsion, mechanische Verankerung (Granulat, Fasern) oder chemische Oberflächenveränderung (Rost, Patina, Grünspan). Schmutz kann auch Niederschläge (Saurer Regen, radioaktive Wolke), sowie Kot (Milbenkot oder Vogelkot), Urin und Talg umfassen. In der menschlichen Wahrnehmung wird Schmutz meist mit Wertlosigkeit und eventuell Ekel verbunden.

## Etymologie
Die Herkunft des Wortes ist unsicher. Dem Etymologischen Wörterbuch der deutschen Sprache zufolge passt das seit dem 15. Jahrhundert belegte frühneuhochdeutsche smu(t)z zu einer Gruppe von Bezeichnungen für Feuchtigkeiten, zu denen auch Moder gehört, und kann mit griechisch mydao „ich bin feucht, verderbe von der Nässe, verwese“ verwandt sein. Das Etymologische Wörterbuch des Deutschen führt es mit niederländisch und mittelrheinisch mot „Nebel“ auf eine vermutete indoeuropäische Form *meu-, *mu „feucht, modrig“ zurück. Von Schmutz ist die Berufsbezeichnung Smut für einen Schiffskoch abgeleitet.

## Beispiele
Was Schmutz ist, hängt auch vom Kontext ab. Je nachdem an welchen Objekten oder in welchen Bereichen sich Schmutz befindet, werden unterschiedliche Substanzen als Schmutz bezeichnet. Bei Gegenständen mit glatter nicht saugfähiger Oberfläche handelt es sich bei als Schmutz bezeichneten Substanzen häufig um unterschiedliche Arten von Staub (aus der Luft oder infolge von Spritzwasser) oder um Fettfilm, die auf der Oberfläche haften. In Wohnungen und anderen geschlossenen Innenräumen werden neben Staub zum Beispiel auch Abriebspuren als Schmutz wahrgenommen, im Stadtraum werden üblicherweise daneben auch herumliegender Müll, Hundekot, nicht aufgekehrtes Laub als Schmutz empfunden, in der Landschaft vor allem Müll. Bei Kleidung, anderen Textilien sowie anderen saugfähigen Oberflächen treten neben Staub auch Fettflecken und Verfärbungen durch eingetrocknete farbige Flüssigkeiten auf. Bei Schmutz in Gewässern handelt es sich um Verunreinigung durch feste Partikel, durch Müll oder durch giftige oder andere Flüssigkeiten. Mit schmutziger Luft ist in der Regel Luft gemeint, die zum Beispiel mit Staub oder Gasen belastet ist, die üblicherweise in Atemluft nicht anzutreffen sind.